# Balivada Kantha Rao
Pour les articles homonymes, voir Rao (homonymie).
Balivada Kantha Rao (en télougou బలివాడ కాంతారావు, Madapam (en), Andhra Pradesh, 3 juillet 1927 - 6 mai 2000) était un romancier et dramaturge télougou.
Il travailla pour la marine indienne et écrivit 38 romans, 400 récits, 5 pièces de théâtre et plusieurs contes de voyages et pour la radio. Ses écrits ont été l'objet de plusieurs thèses de doctorats et il gagna plusieurs prix, dont le Sahitya Akademi Award (en) en 1998.